# Ronde van Georgia
De Ronde van Georgia (Tour de Georgia) was een Amerikaanse meerdaagse wielerwedstrijd die elk jaar in april werd gehouden in de staat Georgia. De Ronde van Georgia was een wedstrijd van de 2.HC klasse, de hoogst mogelijke klasse in de continentale circuits. De wielerronde duurde 6 dagen lang. In die zes dagen werden er zes etappes verreden, waarvan er een eindigde op de top van Brasstown Bald, het hoogste punt van Georgia. De winnaar droeg, net als in de Ronde van Frankrijk, een gele trui. 
In 2009 ging de etappekoers wegens financiële redenen niet door. Sindsdien staat de wedstrijd niet meer op de wielerkalender.

## Resultaten

### Lijst van winnaars
*Beiden werd de overwinning ontnomen nadat beiden schuldig werden bevonden van dopinggebruik.

### Nevenklassementen per jaar
| Jaar | Sprintklassement    | Bergklassement        | Jongerenklassement      |
| ---- | ------------------- | --------------------- | ----------------------- |
| 2008 | Greg Henderson NZL  | Jason McCartney USA   | Trent Lowe AUS          |
| 2007 | Juan José Haedo ARG | Ryder Hesjedal CAN    | Janez Brajkovič SLO     |
| 2006 | Fred Rodriguez USA  | Jason McCartney USA   | Janez Brajkovič SLO     |
| 2005 | Greg Henderson NZL  | José Luis Rubiera ESP | Trent Lowe NZL          |
| 2004 | Gordon Fraser CAN   | Jason McCartney USA   | Kevin Bouchard-Hall USA |
| 2003 | Fred Rodriguez USA  | Chris Horner USA      | Saul Raisin USA         |

2005 · 
2006 · 
2007 · 
2008 · 
2009 · 
2010 · 
2011 · 
2012 · 
2013 ·
2014 ·
2015 ·
2016 ·
2017 · 
2018 ·
2019 ·
2020 ·
2021 ·
2022 ·
2023 ·
2024 ·
2025
Belangrijkste wedstrijden

Ronde van San Luis · Ronde van Californië · Ronde van Utah · USA Pro Challenge · Ronde van Alberta